# Naturschutzgebiet Ochsenkamp

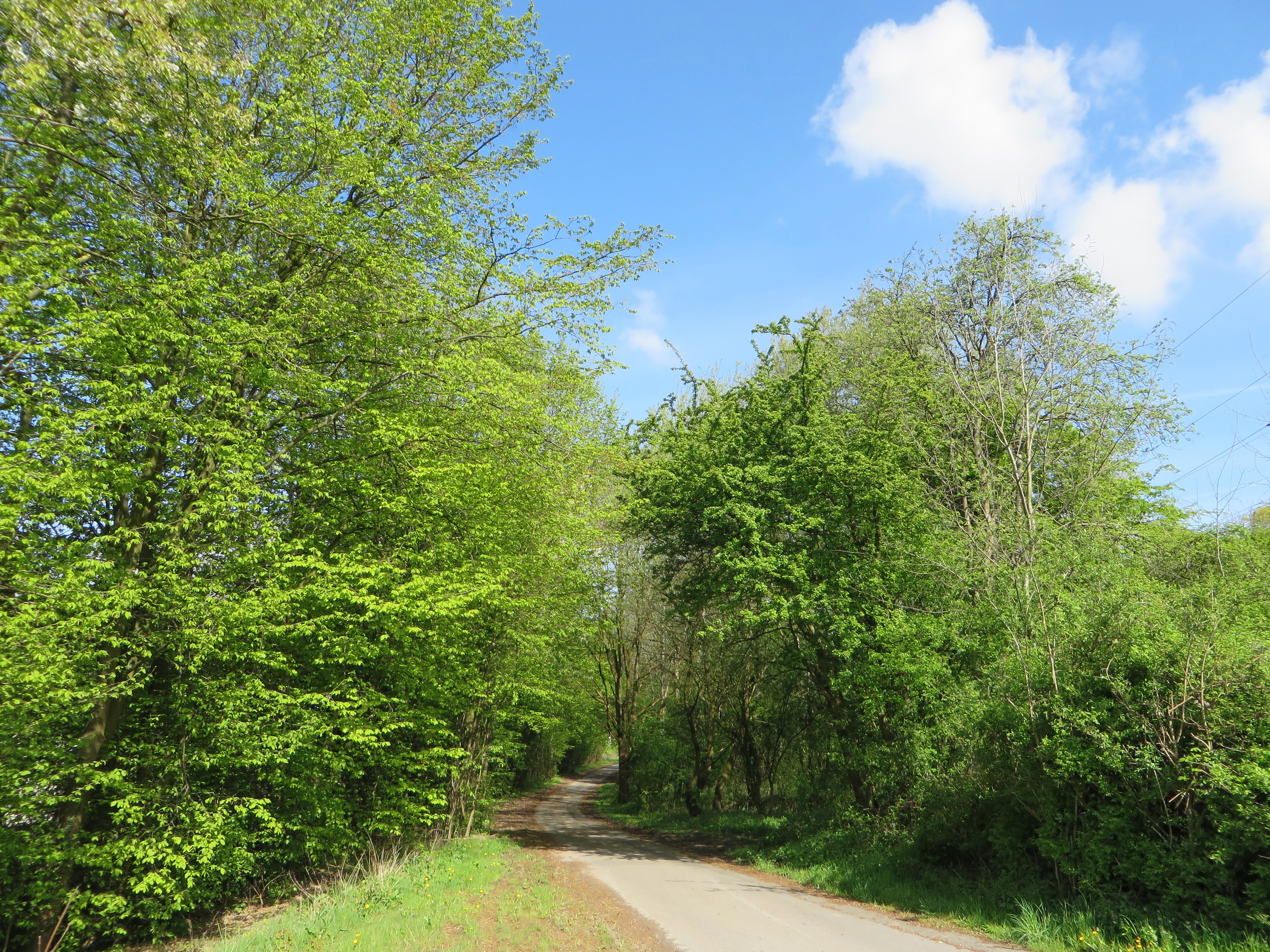
Naturschutzgebiet Ochsenkamp

Das Naturschutzgebiet Ochsenkamp mit einer Flächengröße von 8,14 ha befindet sich auf dem Gebiet der kreisfreien Stadt Hagen in Nordrhein-Westfalen. Das Naturschutzgebiet (NSG) wurde 1994 mit dem Landschaftsplan der Stadt Hagen vom Stadtrat von Hagen ausgewiesen. Im Osten grenzt das NSG direkt an den Steinbruch Donnerkuhle der Rheinkalk bzw. früher der Dolomitwerke. Im Norden grenzt im Westen erst bebaute Bereiche und Osten die Bundesstraße 7 an. Im Westen grenzt die Bundesautobahn 45 an.

## Gebietsbeschreibung
Das NSG umfasst ein Waldgebiet und ehemalige Steinbruchbereiche. Am westlichen Hang des Steinbruchs stockt ein naturnaher Kalkbuchenwald, an den sich ein verbuschter ehemaliger Kalksteinbruch anschließt. Ein Teil dieses Gebietes wird durch eine südwestexponierte Kalkblockschutthalde geprägt. Bei dem südlichen Teilgebiet handelt es sich um ein wertvolles über 200 Jahre altes Buchenaltholz.

## Schutzzweck
Das NSG wurde zur Erhaltung und Wiederherstellung von Lebensgemeinschaften oder Lebensstätten bestimmter wildlebender Pflanzen- und wildlebender Tierarten sowie zur Erhaltung und Entwicklung überregional bedeutsamer Biotope seltener und gefährdeter sowie landschaftsraumtypischer wildlebender Pflanzen- und wildlebender Tierarten von europäischer Bedeutung als Naturschutzgebiet ausgewiesen.